# Louis Morneau
Pour les articles homonymes, voir Morneau.
Louis Morneau est un réalisateur et scénariste de nationalité américaine né à Hartford (Connecticut).
Morneau a été décrit comme un "diplômé de l'école de Roger Corman".
Il est le réalisateur de plusieurs films de série B,[2][3][4] dont ce que Dread Central appelle "le notoirement terrible"[5] Bats, en 1999, film pourtant loué par Mark F. Berry dans son livre sur les films de dinosaures, dans lequel cet auteur considère que Bats est un "bel et incompris hommage aux monstres des années 50", expliquant le style personnel de Morneau par son ancienne carrière de monteur de films[6]. [Le site français de films de série B Nanarland [fr] voit en lui un "yes man", qui "n'est pas foncièrement mauvais, mais (qui) va rapidement se spécialiser dans le direct-to-vidéo fauché (Bats, Hitcher II)"[7]. Morneau est également connu pour être "l'homme derrière les suites de films d'horreur Joy Ride 2 : Dead Ahead, The Hitcher : I've Been Waiting, Carnosaur 2"[8].
Après Carnosaur 2 en 1995,[9] il réalise Retroactive, et Made Men l'année suivante, tous deux avec Jim Belushi, le dernier avec Timothy Dalton[10]. 
Louis Morneau est un réalisateur et scénariste de nationalité américaine né à Hartford (Connecticut).

## Filmographie
- 1991 : To Die Standing
- 1992 : Final Judgement (vidéo)
- 1992 : Quake (vidéo)
- 1995 : Carnosaur 2
- 1997 : Rétroaction (Retroactive)
- 1998 : Fausse Donne (Made Men)
- 1999 : La Nuit des chauves-souris (Bats)
- 2003 : Hitcher 2 (vidéo)
- 2004 : Mort, impair et passe (Bet Your Life) (téléfilm)
- 2008 : Une virée en enfer 2 (Joy Ride 2: Dead Ahead) (vidéo)
- 2012 : Werewolf : La Nuit du loup-garou (Werewolf : The beast among us) (vidéo)